# (500033) 2011 SS75
(500033) 2011 SS75 es un asteroide perteneciente al cinturón de asteroides, descubierto el 4 de septiembre de 2011 por el equipo del Spacewatch desde el Observatorio Nacional de Kitt Peak, Arizona, Estados Unidos.

## Designación y nombre
Designado provisionalmente como 2011 SS75.

## Características orbitales
2011 SS75 está situado a una distancia media del Sol de 3,172 ua, pudiendo alejarse hasta 3,630 ua y acercarse hasta 2,714 ua. Su excentricidad es 0,144 y la inclinación orbital 6,523 grados. Emplea 2064,26 días en completar una órbita alrededor del Sol.
Los próximos acercamientos a la órbita de Júpiter se producirán el 30 de junio de 2099, el 12 de mayo de 2110 y el 26 de marzo de 2121, entre otros.

## Características físicas
La magnitud absoluta de 2011 SS75 es 16,2.